# Look After You
Look After You is een nummer van de Amerikaanse band The Fray uit 2008. Het is de derde single van hun debuutalbum How to Save a Life.
Volgens zanger en pianist Isaac Slade werd het nummer geschreven voor zijn toenmalige vriendin en latere echtgenote Anna, die op dat moment in Australië woonde. Zij was het eerste meisje waar Slade naar eigen zeggen "100% voor voelde". Het nummer bereikte de hitlijsten in Amerika en Nederland, maar werd nergens echt een grote hit. Het bereikte de 59e positie in de Amerikaanse Billboard Hot 100, en de 18e positie in de Nederlandse Tipparade.